# Mogador (Schiff)
Die Mogador war ein Großzerstörer der Mogador-Klasse der französischen Marine. Am 27. November 1942 versenkte die Besatzung das Schiff im Hafen von Toulon selber. Es wurde nach der marokkanischen Stadt Mogador benannt.

## Bewaffnung
Die Hauptartillerie der Mogador bestand aus acht 13,8-cm-Geschützen L/50 des Modells 1934 in Doppeltürmen. Diese Kanone konnte fünf bis neun Schuss pro Minute abfeuern. Als Flugabwehrbewaffnung verfügte der Zerstörer bei Indienststellung über zwei 3,7-cm-Flugabwehrkanonen des Modells 1933 in Einzelaufstellung und vier 13-mm-Flugabwehrkanonen als Zwillingsgeschütze. Als Torpedobewaffnung verfügte die Mogador über acht Torpedorohre (zwei Dreier- und zwei Zweiergruppen) für den Torpedo 23DT, Toulon. Zur U-Boot-Abwehr verfügte das Schiff über zwei Wasserbombenwerfer am Heck mit zusammen 32 Wasserbomben. Zudem waren am Heck Schienen für 40 Minen vorhanden.

## Einsätze im Zweiten Weltkrieg und Verbleib

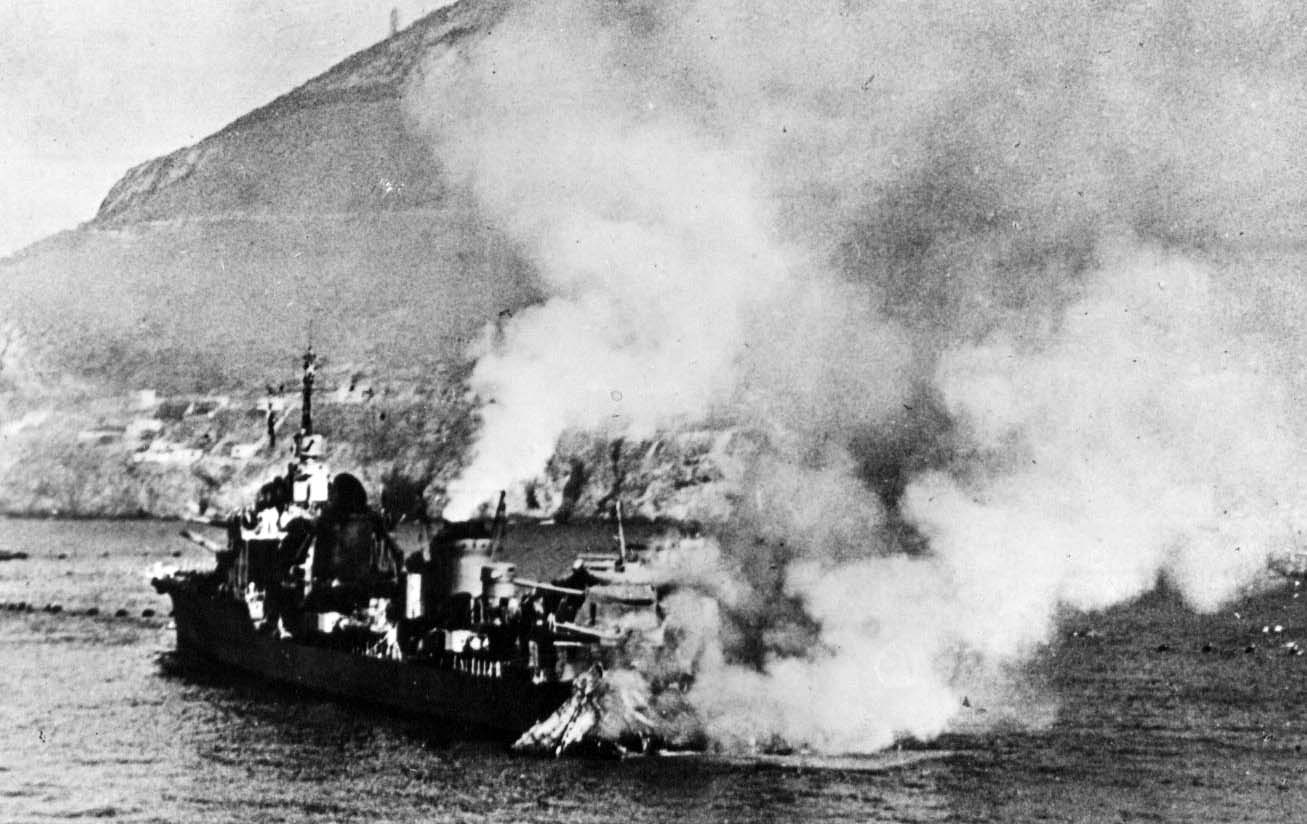
Die Mogador kurz nach dem Treffer

Am 3. Juli 1940 befand sich die Mogador in Mers-el-Kébir als die französischen Schiffe im Hafen von der britischen Navy angegriffen wurden. Die Mogador wurde dabei von einer 38,1-cm-Granate getroffen, die die Wasserbomben am Heck zur Detonation brachten. Die Granate durchschlug das Deck, explodierte aber nicht selber. Das hintere Munitionslager der Mogador explodierte deswegen nicht. Durch diesen Treffer wurden die Heckaufbauten und das Deck selber beschädigt. Zudem verlor sie ihre linke Schraube und die rechte wurde beschädigt. Die Mogador wurde nach Oran geschleppt und am 17. Juli 1940 begannen im dortigen Trockendock die Reparaturen. Dabei wurde ihr hinterer Geschützturm (Nummer 4) entfernt, der Antrieb repariert und die Strukturschäden behoben. Am 1. Dezember 1940 konnte sie aus eigener Kraft nach Toulon fahren. Im dortigen Dock wurde mit der Generalüberholung begonnen. Bei der Überholung wurde Geschützturm 3 auf die Position des fehlenden Geschützturm 4 gesetzt und das Magazin vom Turm 3 zu einem zusätzlichen Ölbunker umgebaut. Zudem wurde die Luftabwehr verstärkt und ein neues Sonar eingebaut. Aufgrund von Materialknappheit sollte dieser Umbau bis Mitte 1943 dauern.
Am 27. November 1942 kam es zur Selbstversenkung der Vichy-Flotte und die Mogador wurde im Dock selbstversenkt. Das Schiff wurde am 5. April 1943 von Italien gehoben, aber nicht wieder instand gesetzt. Ende 1944 wurde das Wrack bei einem Luftangriff durch Bombentreffer erneut versenkt. 1949 wurde es gehoben und endgültig abgewrackt.